# Rosen Vasilev
Rosen Minchev Vasilev –en búlgaro, Росен Минчев Василев– (Smolian, 12 de febrero de 1966) es un deportista búlgaro que compitió en lucha libre.
Participó en los Juegos Olímpicos de Barcelona 1992, ocupando el cuarto lugar en la categoría de 62 kg. Ganó una medalla de plata en el Campeonato Mundial de Lucha de 1990 y dos medallas en el Campeonato Europeo de Lucha, plata en 1992 y bronce en 1990.

## Palmarés internacional
| Campeonato Mundial | Campeonato Mundial | Campeonato Mundial | Campeonato Mundial |
| Año                | Lugar              | Medalla            | Categoría          |
| ------------------ | ------------------ | ------------------ | ------------------ |
| 1990               | Tokio (Japón)      | Medalla de plata   | 62 kg              |
| Campeonato Europeo |                    |                    |                    |
| Año                | Lugar              | Medalla            | Categoría          |
| 1990               | Poznań (Polonia)   | Medalla de bronce  | 62 kg              |
| 1992               | Kaposvár (Hungría) | Medalla de plata   | 62 kg              |